# Сахарово (Вологодская область)
Сахарово — деревня в Междуреченском районе Вологодской области.
Входит в состав Шейбухтовского сельского поселения, с точки зрения административно-территориального деления — в Шейбухтовский сельсовет.
Расстояние по автодороге до районного центра Шуйского — 27 км, до центра муниципального образования Шейбухты — 6 км. Ближайшие населённые пункты — Иванищево, Становое, Мотовилово.
По данным переписи в 2002 году постоянного населения не было.